# Patrick Mackay
Patrick David Mackay (Dartford, 25 settembre 1952) è un serial killer britannico, che ha confessato di aver ucciso 11 persone a Londra e nel Kent tra il 1973 e il 1975.

## Primi anni
Patrick Mackay nacque da Harold Mackay e Marion Mackay, quest'ultima una donna creola originaria della Guyana. Da bambino, Mackay fu spesso vittima di maltrattamenti fisici da parte del padre; quest'ultimo morì quando Patrick aveva 10 anni a causa di un infarto, mentre si recava al lavoro, risultato di complicanze legate all'alcolismo. Le sue ultime parole rivolte al figlio furono: "Ricordati di essere buono.". Nonostante ciò, Patrick rifiutò di partecipare al funerale del padre tenutosi in Scozia ed in seguito assunse il ruolo di figura paterna verso le sorelle più piccole. In questo periodo, però, Patrick spesso percosse sia la madre che le sorelle. Alla fine sua madre prese la decisione di trasferirsi con la famiglia da Dartford a Gravesend, ma la vita familiare non migliorò e la polizia venne chiamata frequentemente (anche quattro volte alla settimana) da parte dei vicini che sentivano i forti lamenti provenire proprio da casa Mackay. Mackay venne allontanato dai famigliari in ben 18 occasioni, tra i 12 e i 22 anni; venne inserito in varie scuole specializzate, istituti e, in situazioni più gravi, anche in carcere. Durante questo periodo, sia un ufficiale di polizia che un insegnante predissero che Patrick sarebbe potuto diventare un potenziale killer.
Mackay era spesso soggetto ad attacchi di rabbia, indulgeva in crudeltà sugli animali ed applicava anche incendi dolosi, persino su una tartaruga domestica. Maltrattava inoltre i bambini più piccoli, rubava presso le case delle donne anziane e alle persone per strada; tentò di dare fuoco ad una chiesa e arrivò, addirittura, ad uccidere la madre e la zia, così come tentò di uccidere un ragazzo più giovane, sostenendo in seguito che avrebbe avuto successo se non fosse stato trattenuto. A 15 anni, gli fu diagnosticata la schizofrenia da uno psichiatra, il dottor Leonard Carr, che predisse che Mackay sarebbe cresciuto fino a diventare un "freddo assassino psicopatico". Nell'ottobre 1968, venne ricoverato all'Ashworth Hospital di Liverpool e infine venne dimesso nel 1972.

## Età adulta e crimini
Arrivando all'età adulta, Mackay sviluppò una grande ammirazione verso la politica e l'ideologia nazista, assumendo il soprannome di "Franklin Bollvolt I" e riempiendo il suo appartamento di militaria e cimeli nazisti. Viveva a Londra ed era spesso sia ubriaco che drogato. Nel 1973, vicino alla casa di sua madre nel Kent, incontrò e fece amicizia con un prete, padre Anthony Crean. Nonostante questa amicizia e l'aiuto del presbitero per allontanarlo dalla vita criminale, Mackay fece irruzione nella casa di Crean, rubandogli un assegno di 30 sterline. Sebbene Crean pregò la polizia di non prendere provvedimenti, Mackay venne arrestato e processato. Successivamente gli fu ordinato di pagare un indennizzo, ma non lo fece mai. L'incidente causò una spaccatura tra i due e Mackay tornò a Londra. Fu in questo periodo, dichiarò più tardi, che aveva rischiato di annegare nel Tamigi per via di un incidente.
Il 21 marzo 1975, all'età di 22 anni, Mackay usò un'ascia per uccidere Padre Crean nella sua casa di Shorne, facendo a pezzi il cranio della vittima e guardandolo sanguinare fino al decesso. Venne immediatamente arrestato dopo che un ufficiale di polizia ricordò il precedente incidente tra i due 18 mesi prima. Mackay fu presto considerato dalla polizia un sospetto di almeno una dozzina di altri omicidi due anni prima; la maggior parte delle vittime erano donne anziane che erano state pugnalate o strangolate durante le rapine. Mackay in seguito dichiarò di aver ucciso 11 persone.
Alla fine Mackay fu accusato di cinque omicidi, ma due accuse furono ritirate a causa della mancanza di prove. Nel novembre 1975 fu condannato per omicidio colposo e all'ergastolo.